# Осаулко Василь Іванович
Василь Іванович Осаулко (нар. 5 лютого 1929, с. Вікентіївка, тепер Вінницька область — ?) — український радянський діяч, новатор виробництва, сталевар Єнакіївського металургійного заводу Сталінської (Донецької) області. Депутат Верховної Ради УРСР 5—6-го скликань. Герой Соціалістичної Праці (22.03.1966).

## Біографія
Народився у селянській родині. У шіснадцятирічному віці був «мобілізований» на навчання у групу сталеварів школи фабрично-заводського навчання (ФЗН) № 12 при Єнакіївському металургійному заводі Сталінської області.
З кінця 1940-х років — підручний сталевара, сталевар, майстер, заступник начальника мартенівського цеху Єнакіївського металургійного заводу Сталінської (Донецької) області.
Бригада сталеварів, очолювана Василем Осаулком, досягнула знімання 7,26 тонн сталі з одного квадратного метра поду печі і скоротила тривалість кожної плавки на 25 хвилин. Це дозволило виплавити понад план 540 тонн металу. У вересні 1959 року бригада Осаулка завоювала звання колективу комуністичної праці.
Після виходу на пенсію ще двадцять років пропрацював у кисневому цеху Єнакіївського металургійного заводу.
Потім — на пенсії у місті Єнакієве Донецької області.

## Нагороди
- Герой Соціалістичної Праці (22.03.1966)
- орден Леніна (22.03.1966)
- орден Трудового Червоного Прапора
- ордени
- медаль «За відновлення чорної металургії»
- медалі